# SMS Prinz Eugen
Az SMS Prinz Eugen a k. u. k. haditengerészet Tegetthoff-osztályú csatahajója volt. Savoyai Jenőről, a francia származású, híres osztrák hadvezérről nevezték el a hajót. Az SMS Prinz Eugent a Stabilimento Tecnico Triestino építette Triesztben.
A testvérhajóival együtt Pulában állomásozott. Olaszország hadba lépése után – 1915. május 24-én – a k.u.k. flotta tagjaként Anconát bombázta. 1918 júniusában tagja volt annak a köteléknek, amelynek feladata az Otrantói-szorosban lévő zár feltörése lett volna, de az SMS Szent István elsüllyesztése után a kötelék visszafordult.
1918. november 5-e és december 1-je között az olasz flotta tagja volt. Ezután Franciaországhoz került. A franciák 1922. július 28-án egy hadgyakorlaton elsüllyesztették.